# Octomeria exchlorophyllata
Octomeria exchlorophyllata är en orkidéart som beskrevs av João Barbosa Rodrigues. Octomeria exchlorophyllata ingår i släktet Octomeria och familjen orkidéer. Inga underarter finns listade i Catalogue of Life.